# 戈尔马斯新镇
戈尔马斯新镇，是西班牙卡斯蒂利亚-莱昂索里亚省的一个市镇。总面积22平方公里，总人口18人（2001年），人口密度1人/平方公里。